# Gregory A. Boyd
Gregory "Greg" A. Boyd é um pastor evangélico, teólogo cristão e autor. Ele é pastor sênior da Igreja em Woodland Hills St. Paul, Minnesota, Estados Unidos.
Este autor é um dos defensores do chamado Teísmo Aberto. Suas posições têm recebido a crítica de teólogos como John Piper ()